# Östra Nöbbelövs kyrka
Östra Nöbbelöv är en kyrkobyggnad i Östra Nöbbelöv. Den tillhör Simrishamns församling i Lunds stift. Kyrkan inhägnas av kallmur och järnstaket.

## Kyrkobyggnaden
Kyrkan byggdes på 1100-talet, men av den kyrkan återstår numera bara långhusets murar. På 1400-talet försågs kyrkan med valv och ett trappgavelstorn. Under 1800-talet byggdes kyrkan om vid två tillfällen. Vid den första ombyggnaden, 1849–1850, fick kyrkan nya valv, en sakristia och en förlängning i öster. Vid den andra ombyggnaden, 1896, revs trappgavelstornet till förmån för det nuvarande samt förlängdes västerut.

## Inventarier
Dopfunten härstammar från 1100-talet och är samtida med kyrkans äldsta delar. Altaruppsatsen dateras till år 1735. I kyrkan finns även en ekskulptur föreställande Sankta Anna, Jungfru Maria och Jesusbarnet härstammande från 1400-talet. På 1800-talet skänktes ett votivskepp till kyrkan av församlingsbor.

### Orgel
- 1862 byggde Sven Fogelberg, Lund en orgel med 11 stämmor.
- Den nuvarande orgeln byggdes 1938 av M J & H Lindegren, Göteborg och är en pneumatisk orgel. Orgeln har fria kombinationer.

| Manual I     | Manual II          | Pedal      | Koppel   |
| Principal 8´ | Rörflöjt 8´        | Subbas 16´ | I/P      |
| Gedackt 8'   | Fugara 8'          | Borduna 8´ | II/P     |
| Oktava 4'    | Gemshorn 4'        | Flöjt 4'   | II/I     |
| Oktava 2'    | Blockflöjt 2'      |            | II 16'/I |
| Mixtur 4 kor | Sesquialtera 2 kor |            | II 4'/I  |